# Neuvy-sur-Loire
Neuvy-sur-Loire är en kommun i departementet Nièvre i regionen Bourgogne-Franche-Comté i de centrala delarna av Frankrike. Kommunen ligger i kantonen Cosne-Cours-sur-Loire-Nord som tillhör arrondissementet Cosne-Cours-sur-Loire. År 2022 hade Neuvy-sur-Loire 1 428 invånare.

## Befolkningsutveckling
Antalet invånare i kommunen Neuvy-sur-Loire
| Referens: INSEE |